# Sanchezia flava
Sanchezia flava är en akantusväxtart som beskrevs av Emery Clarence Leonard. Sanchezia flava ingår i släktet Sanchezia och familjen akantusväxter. Inga underarter finns listade i Catalogue of Life.